# Matt Earl Beesley
Matt Earl Beesley – amerykański reżyser telewizyjny. Jest twórcą niektórych odcinków seriali, takich jak CSI: Kryminalne zagadki Las Vegas, Skazany na śmierć, Zagubieni, CSI: Kryminalne zagadki Miami, Zemsta i innych.

## Wybrana filmografia
- 1998: Spotkanie ze śmiercią (Point Blank)